# InterCityExperimental
L´InterCityExperimental (également ICE/V, avec V pour Versuch (essai), ou ICExperimental ; dans la phase de projet aussi R/S-VD pour Rad/Schiene-Versuchs- und Demonstrationsfahrzeug (véhicule ferroviaire d'essai et de démonstration) était un train automoteur électrique d'essai de la Deutsche Bundesbahn (DB) pour le développement du trafic à grande vitesse en RFA, prédécesseur des trains Intercity-Express (ICE) de la Deutsche Bahn (DB).
Ce train conçu à partir de fin 1979 et construit de 1983 à 1985 a servi jusqu'à sa mise hors service le 1er janvier 2000 à de nombreux essais techniques. Sa vitesse maximale autorisée de 350 km/h était plus élevée que celle de tous les trains ICE qui ont suivi, et a été dépassée dans divers trajets de démonstration et de records. Avec la vitesse maximale de 406,9 km/h atteinte dans le trajet record du monde de l´ICE du 1er mai 1988, il a été jusqu'en décembre 1989 le véhicule ferroviaire le plus rapide du monde, et garde encore actuellement le record de vitesse ferroviaire d'Allemagne.

## Construction
Le train était composé de deux motrices de la série 410 et de jusqu'à trois voitures de la série 810. Tandis que l'une des voitures était équipée en voiture de mesures, les deux autres servaient à la démonstration des possibilités des trains à grande vitesse modernes. La voiture de mesures a été transformée en été 1986 en voiture de démonstration.
Après qu'une motrice a été immobilisée pour une longue durée en raison d'un déraillement le 3/9/86, une voiture remorquée a été équipée d'un poste de conduite provisoire pour dix semaines, afin de ne pas retarder le programme des essais.

## Histoire

### Arrière-plan

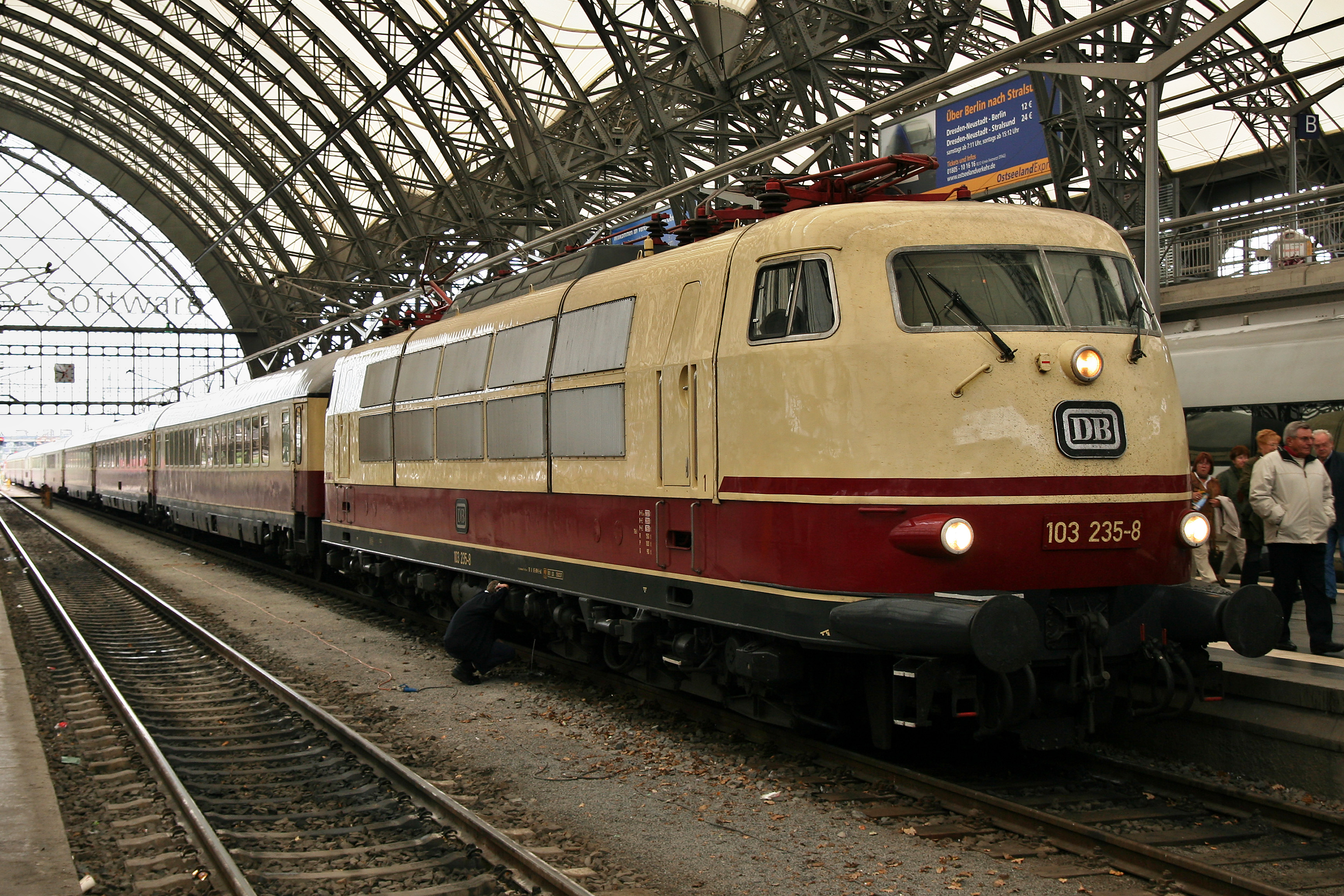
Des locomotives de la série 103 de la DB (ici sur une photo de 2007) tractaient à partir du milieu des années 1960 des trains rapides jusqu'à 200 km/h. Pour utiliser raisonnablement les voies planifiées dès la fin des années 1960, dans la perspective d'une vitesse de 300 km/h, il était nécessaire de disposer de trains plus rapides.

Le développement de l'InterCityExperimental a été précédé de vastes recherches. C'est ainsi que dans le cadre du programme de recherche ferroviaire soutenu dès 1968 par le Ministère fédéral de la Recherche et de la Technologie (BMFT), les possibilités techniques et économiques d'un trafic à grande vitesse en Allemagne ont été étudiées. L'étude publiée en 1971 sur un système de transport à hautes performances a montré la nécessité de plus hautes vitesses sur le réseau ferré allemand. C'est pourquoi le BMFT a pris à partir de 1972 la responsabilité de la recherche sur les nouvelles technologies ferroviaires ; en même temps, il était formé à Minden, au siège social de la Deutsche Bundesbahn, un groupe de travail « ferroviaire ». Au début, la recherche se concentre sur la technique de sustentation électromagnétique Transrapid, qui débouche notamment sur la ligne expérimentale d'Emsland.
La Bundesbahn reste sceptique sur la technologie de la sustentation magnétique et pousse de son côté la recherche dans la direction d'un système ferroviaire rail-roue à grande vitesse. Sur un tronçon de 28 km de la voie Hamm-Minden, mis à disposition à partir de 1973 pour des essais, des locomotives de la série 103 spécialement modifiées atteignent des vitesses de 250 km/h. Ces essais permettent de récolter de nombreuses informations sur les effets des grandes vitesses. Ces informations servent tout d'abord à l'exploitation normale à  200 km/h des trains intercités. Dès la fin des années 1960, le ministère fédéral des transports conçoit, en vue du nouveau plan de transports prévu pour 1973 un réseau d'environ 2 000 km de voies nouvelles ou à aménager en vue du trafic ferroviaire à grande vitesse.
Au début de 1974, l'industrie, avec la Bundesbahn, installe un « bureau des partenaires du train à 300 km/h », qui étudie plus de 30 variantes de concepts de trains à grande vitesse, spécialement sous l'aspect des coûts par km-voyageur. Après que dix schémas sont retenus dans un choix restreint, les premiers résultats sont présentés en avril 1975. Il y apparaît même un train d'essai en trois parties avec une puissance de traction de 12 MW et une vitesse maximale de 400 km/h, mais il n'a pas été réalisé à cause de son coût. En 1978 suit un projet (pas réalisé  non plus) de MBB avec une rame de 200  à   600 places roulant à 300 km/h.
En 1975, la Bundesbahn, l'industrie et la science se réunissent pour une stratégie de recherches à trois phases. La première est une recherche théorique servant de base pour la deuxième, qui consiste en essais de laboratoire. Pour ces derniers, on construit notamment la station de test de roulage de Munich-Freimann, dans laquelle des trains peuvent être accélérés à des vitesses simulées jusqu'à 500 km/h. Dans une troisième phase suivent des trajets d'essais. Un Institut national d'essais des techniques de transport, envisagé pour la deuxième moitié des années 1970, a été abandonné.
La « communauté de recherche rail/roue » nouvellement fondée à partir de la Bundesbahn, de l'industrie et des écoles d'ingénieurs, a repris le travail sur un véhicule d'essai rail/roue, avec cette fois une prise en compte des aspects liés aux usagers et à l'utilité. Le 19/12/79, la communauté de recherche a présenté finalement un châssis-test prototype dénommé véhicule d'essai no 1. Sur cette voiture à trois essieux, on a entrepris des essais de roulement. Mi-1980, la dénomination véhicule d'essai no 2 pour un train en trois parties, destiné à faire 350 km/h est encore courante. Celui-ci doit être mis en œuvre sur l'installation d'essai des chemins de fer Rheine-Freren, encore à aménager. À partir des tests préliminaires sur le véhicule d'essai no 1, commencent au début des années 1980 les préparatifs pour la construction d'un train d'essais maintenant désigné sous l'abréviation R/S-VD (Rad/Schiene-Versuchs- und -Demonstrationsfahrzeug : véhicule de recherche et de démonstration rail/roue). En août 1982, le présidium de la Deutsche Bundesbahn décide de s'associer par une contribution de 12 millions de DMark au projet R/S-VD du BMFT et de changer son nom en IC Experimental. Le train de série issu de l'InterCityExperimental (ICE) aurait dû selon les plans de début 1985 s'appeler HGZ (Hochgeschwindigkeitszug : train à grande vitesse).

### Développement et achèvement
La conception du train d'essai pour le trafic à grande vitesse commence fin 1979. Dans le cadre d'une recherche soutenue par le BMFT, la DB développe un concept en collaboration avec de nombreuses entreprises. Après des analyses détaillées, un train automoteur avec deux motrices et quelques voitures est envisagé et mis à l'étude. Sur la base de ce projet, l'appui du BMFT est obtenu pour ce type de système (publication le 10/2/1981 au Bundesanzeiger, journal officiel fédéral). Le siège de la Bundesbahn à Munich a étudié jusqu'en septembre 1981 les dossiers d'offres qui arrivaient. Bien que le présidium de la Bundesbahn de l'époque ait voté pour une réalisation immédiate du train, celle-ci est restée tout d'abord incertaine, car la participation de l'industrie et de la Bundesbahn attendue par le BMFT n'a pas pu être assurée au début. Ce n'est que le 6/9/82 que le financement a pu être assuré, et que la condition préalable à la construction a été satisfaite. C'est ce même jour que le RS-VD a été rebaptisé Intercity-Experimental (abrégé en ICE),. Le programme de développement et d'achèvement du train précurseur de l´ICE a été conçu afin de pouvoir présenter le train fini en 1985, pour le 150e anniversaire du chemin de fer en Allemagne.
Dans les conditions d'intervention de 1982, il était initialement prévu de réaliser un train automoteur comprenant deux motrices et 6 voitures remorquées. Une des six voitures devait servir de voiture de mesures, les autres de voitures de démonstration avec divers types d'aménagements intérieurs. Dans le cadre des trajets de démonstration, le train devait pouvoir accueillir jusqu'à 400 passagers. Dès novembre 1982, le nombre des remorques est réduit à deux pour des questions de coût. En mars 1983, la direction de la Bundesbahn décide de faire construire une troisième remorque à ses propres frais, pour pouvoir tester plus de variantes de sièges et d'offres (particulièrement en seconde classe),.
Après la commande du 6/9/82, il y a d'abord eu une phase de travaux de projet, sous la direction du siège de la Bundesbahn à Munich. La réalisation devait aboutir pour 1985, le 150e jubilé du chemin de fer en Allemagne avec la locomotive Adler.
La Bundesbahn et l'industrie ont mis au point le train en commun, avec le soutien du BMFT. La mise au point des composants techniques pour le trafic ferroviaire rapide, qui devaient être entrepris avec l'InterCityExperimental, a pris en tout douze ans. (En même temps, la mise au point d'un train à sustentation magnétique a été soutenue dans le cadre du même programme.).
Les travaux de mise au point pour le train finalement réalisé ont commencé en septembre 83 sous la direction de la direction centrale de la Bundesbahn à Munich. À la fin de 1983, la construction de l'InterCityExperimental débute. La partie mécanique des motrices est mise au point, construite et terminée par Fried. Krupp GmbH (suspension), Henschel et Krauss-Maffei, la partie électrique par Siemens (suspension), AEG et BBC.
La fin des motrices identiques a eu lieu chez Krupp à Essen (motrice 410 001, no  de fabrication 5 566) et chez Thyssen-Henschel à Cassel (motrice 410 002, no  de fabrication 32 850) En octobre 84, les deux motrices sont prêtes à recevoir leur équipement électrique. En janvier, les châssis moteurs reçoivent les caisses des motrices,,.
En 1984, la Bundesbahn commande à l'entreprise MBB la mise au point et la construction des remorques. Les deux voitures de démonstration 810 001-8 (D1, no  de fabrication MBB 01 119/1985) et 810 001-6 (D2, no  de fabrication MBB 01 121/1985) ainsi que la voiture de mesures 810 001-4 (no  de fabrication MBB 01 120) sont construites par la Duewag à Krefeld-Uerdingen pour l'ossature, puis équipées par Linke-Hofmann-Busch à Salzgitter et apportées pour le montage final sur leurs propres roues à Donauwörth. Fin 84, leur équipement électrique commence,.
La mise au point et la construction de l'InterCityExperimental a coûté 77 millions de D-Marks (aux prix de 1984). Le BMFT a apporté 44 millions, la Bundesbahn 17 millions, et l'industrie 16 millions (selon une autre source, ce seraient 94 millions au total, dont 60 % supportés par le BMFT, le reste par la Bundesbahn et les fabricants). Le BMFT et l'industrie ont financé les deux motrices, la voiture de mesures et une des voitures de démonstration. Dans les coûts totaux de 77 millions, les coûts pour la troisième voiture, supportés par la Bundesbahn, s'élèvent à 4,6 millions.

### Mise en service

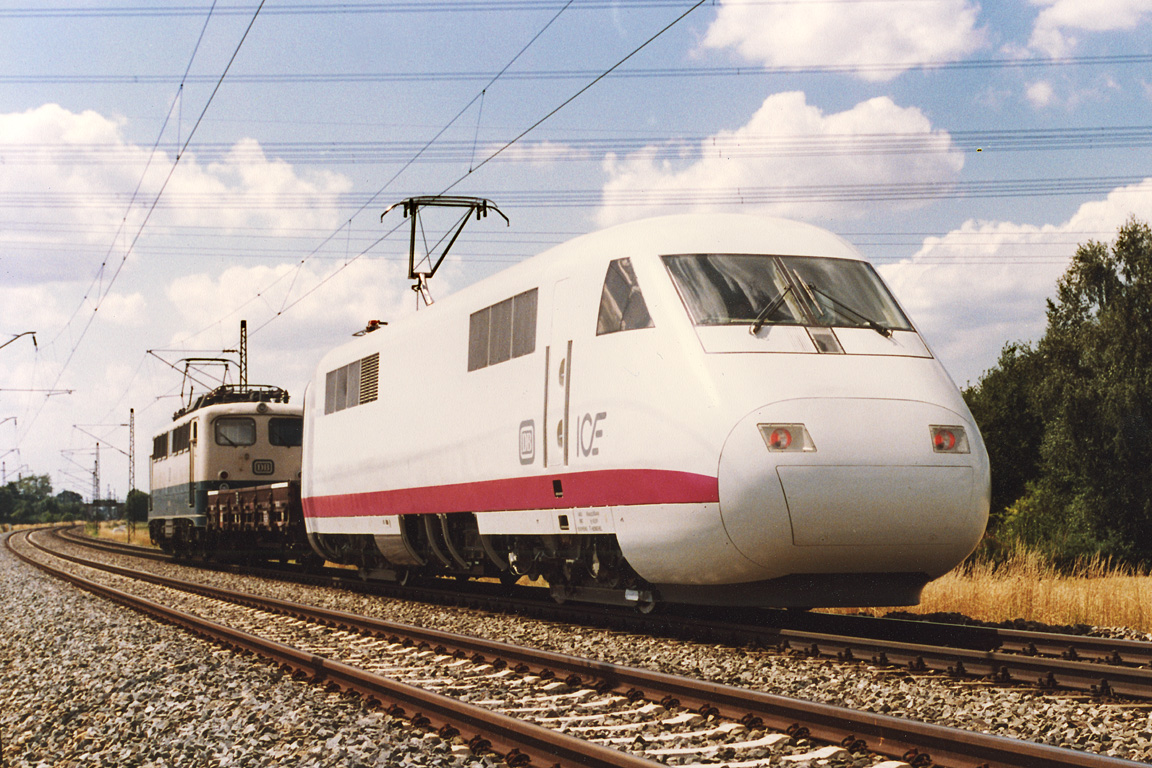
Premiers essais de roulement d'une motrice près de Munich, en juillet 1985. La locomotive de série 139 qui suit tirera la motrice en arrière vers le début du trajet.

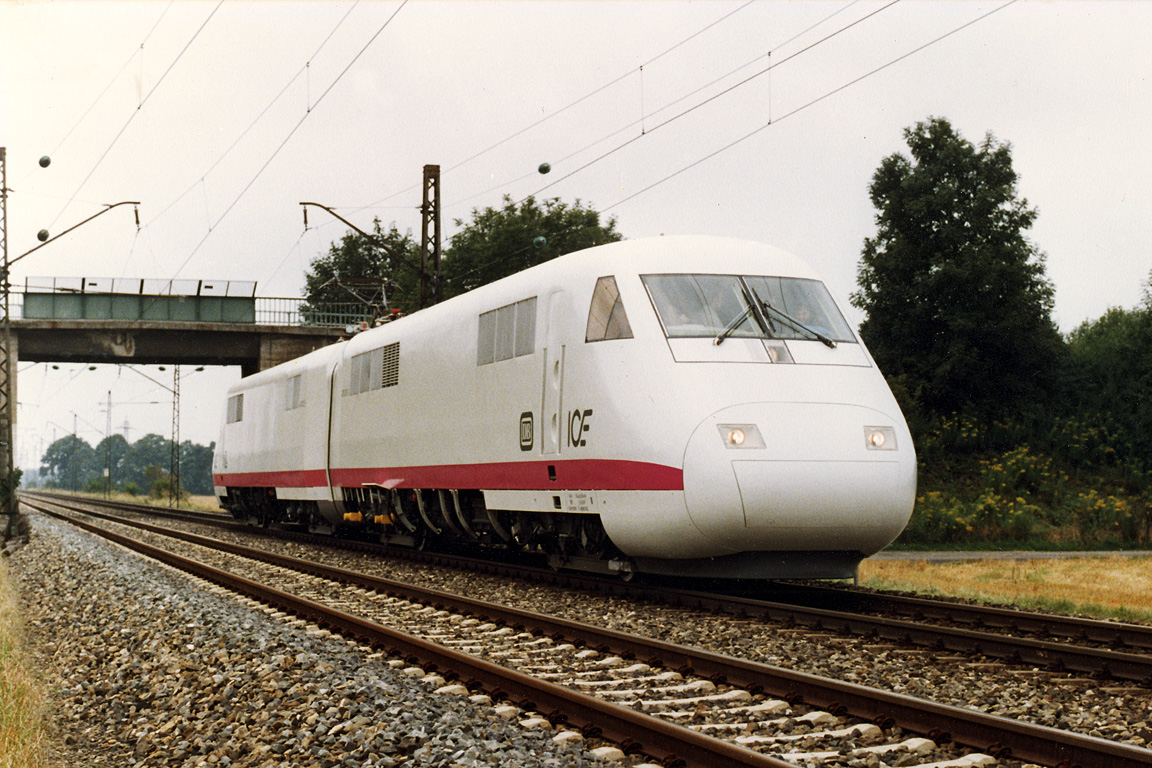
Les deux motrices, sans remorque, en août 1985.

Fin février 1985 la motrice  410 002 a été brièvement présentée pour un rendez-vous photo devant l'atelier de Henschel.
La première motrice est sortie début 1985 de l'atelier de Thyssen-Henschel à Cassel. Le 19 mars 1985, elle est officiellement livrée à la Budesbahn chez Krupp à Essen dans le cadre d'une présentation festive en présence d'invités, de spécialistes et de représentants des médias. La deuxième motrice suit quelques jours plus tard chez Thyssen-Henschel à Cassel,,.
Peu après la présentation, les motrices sont conduites dans l'atelier de finition de Munich-Freimann. La première motrice y arrive le 28 mars, la seconde le 3 avril. La mise en service commence immédiatement. Après une vérification du fonctionnement des circuits de commande et de l'électronique de puissance, les premiers essais de roulage commencent le 2 juin sur la rocade nord de Munich. Peu après, le train atteint pendant un trajet d'essais entre Munich et Freising pour la première fois la vitesse de 100 km/h. Il s'ensuit un réglage de la commande du train de façon à rendre possible l'utilisation des deux motrices sur le même train. Les deux motrices sont alors présentés, sans remorque, dans le cadre d'une séance photo le 4/7/85,. Dès le 21 juin, les deux motrices avaient reçu une autorisation provisoire de circuler jusqu'à 160 km/h.
Pour la livraison des remorques, le 31/7/85 à l'atelier de la MBB à Donauwörth, la motrice 400 001 a circulé de façon autonome,. Dans le cadre des festivités, avec de hauts représentants de la Bundesbahn, de politiciens et de la presse, la motrice 400 001 suivie des remorques a symboliquement défoncé un mur de blocs de mousse de plastique et s'est avancée vers les spectateurs. Après les discours d'usage, deux des trois voitures ont été mises à la disposition des visiteurs pour voir l'intérieur,.
Les voitures sont tout de suite retournées à Freimann. Les premiers parcours de test ont suivi les vérifications techniques,, puis il y a eu la phase de mise en service et d'autorisation de circuler. Après que quelques composants encore manquants ont été montés, le train complet a été achevé en septembre 1985. Le 26/9/85, il a parcouru pour la première fois la rocade nord de Munich, entre Milbertshofen et Olching, au complet avec ses cinq parties. Le premier trajet public a eu lieu le 27 septembre entre Munich et Ingolstadt et retour. On comptait parmi les invités à bord des membres d'une délégation de la SNCF. Plus tard, les trajets tests ont été étendus de la rocade nord de Munich vers la région de Ratisbonne et Plattling.
Le 20 octobre, on en vient au premier trajet à longue distance. Le train va sous le no  de train Dsts 83 846 de Passau au siège social de la Bundesbahn à Minden. Le lendemain, les essais pour l'autorisation de circuler ont lieu entre les gares de Brackwede et de Neubeckum sur la ligne Hamm-Minden. Jusqu'aux trajets de présentation et de record prévus pour fin novembre, la vitesse est constamment augmentée pendant quatre semaines. Le train est alors stationné à l'atelier de Hamm. Officiellement, sa station de rattachement est Francfort-1,,.

### Premier record
Le 26 novembre l'InterCityExperimental est présenté au public avec un record de vitesse : il est parti de Bielefeld à 11h 17. Le train, plein de voyageurs, atteint entre Gütersloh et Hamm, sur la ligne Hamm-Minden, la vitesse de 317 km/h, puis l'après-midi du même jour, 316 km/h. L'InterCityExperimental bat ainsi un nouveau record de vitesse allemand pour véhicules ferroviaires, ainsi qu'un record mondial pour véhicules alimentés en courant alternatif. Le ministre fédéral de la recherche et de la technologie Werner Dollinger et le premier ministre de Rhénanie-du-Nord-Westphalie participent, parmi d'autres, à ce trajet,,. Le train bat le record de vitesse pour des véhicules à courant alternatif établi l'année précédente par la locomotive 120 001 de présérie à 265 km/h. Pour la première fois en Allemagne, un train plein de passagers a dépassé officiellement la limite de 300 km/h. La faible longueur du tronçon de voie disponible pour des essais de grande vitesse n'a pas permis au début d'atteindre de plus hautes vitesses.
Le trajet record a eu lieu, comme tous les essais de haute vitesse précédents, avec des précautions de sécurité substantielles : pour chaque trajet, tous les signaux du tronçon expérimental étaient mis au "vert" (passage autorisé), et la voie opposée était bloquée. Après chaque trajet, les rails étaient contrôlés par examen aux ultrasons, une remorque pour les réparations à la caténaire était prête. Pour le trajet record, une locomotive de secours précédait l'InterCityExperimental, et une autre le suivait.
Tous les ponts et gares sur le trajet étaient surveillés.
La date de ce trajet record avait déjà été fixée pendant la phase de construction, et se situait dans les festivités du 150e anniversaire des chemins de fer allemands. Dès le 14 novembre, le train avait déjà dépassé officieusement la limite des 300 km/h. La plus haute vitesse, avant le record officiel avec le plein de passagers, a été obtenue le 19 novembre entre Rheda-Wiedenbrück et Oelde avec 324 km/h,. Ce record officieux a tout d'abord été tenu secret. Peu après le record officiel, le train a atteint de nouveau 313 km/h sur le tronçon Brackwede-Neubeckum. Ce n'est qu'en 1986 que des essais à plus grande vitesse pourront être entrepris sur un tronçon de la nouvelle voie rapide Hanovre-Wurtzbourg.
Après le trajet record, commence le jour même une tournée dans toute la RFA, et même vers Bâle-CFF, qui se termine le 21 décembre à Munich. Parmi les sommets de cette tournée, on peut compter des rencontres avec la locomotive Adler à Herford le 30/11 et à Fürth le 6/12, ainsi que la présentation du train dans l'atelier de réparation de Nuremberg le 7/12 dans le cadre d'une émission télévisée de la ZDF sur le 150e jubilé du chemin de fer en Allemagne,,.

### Utilisation

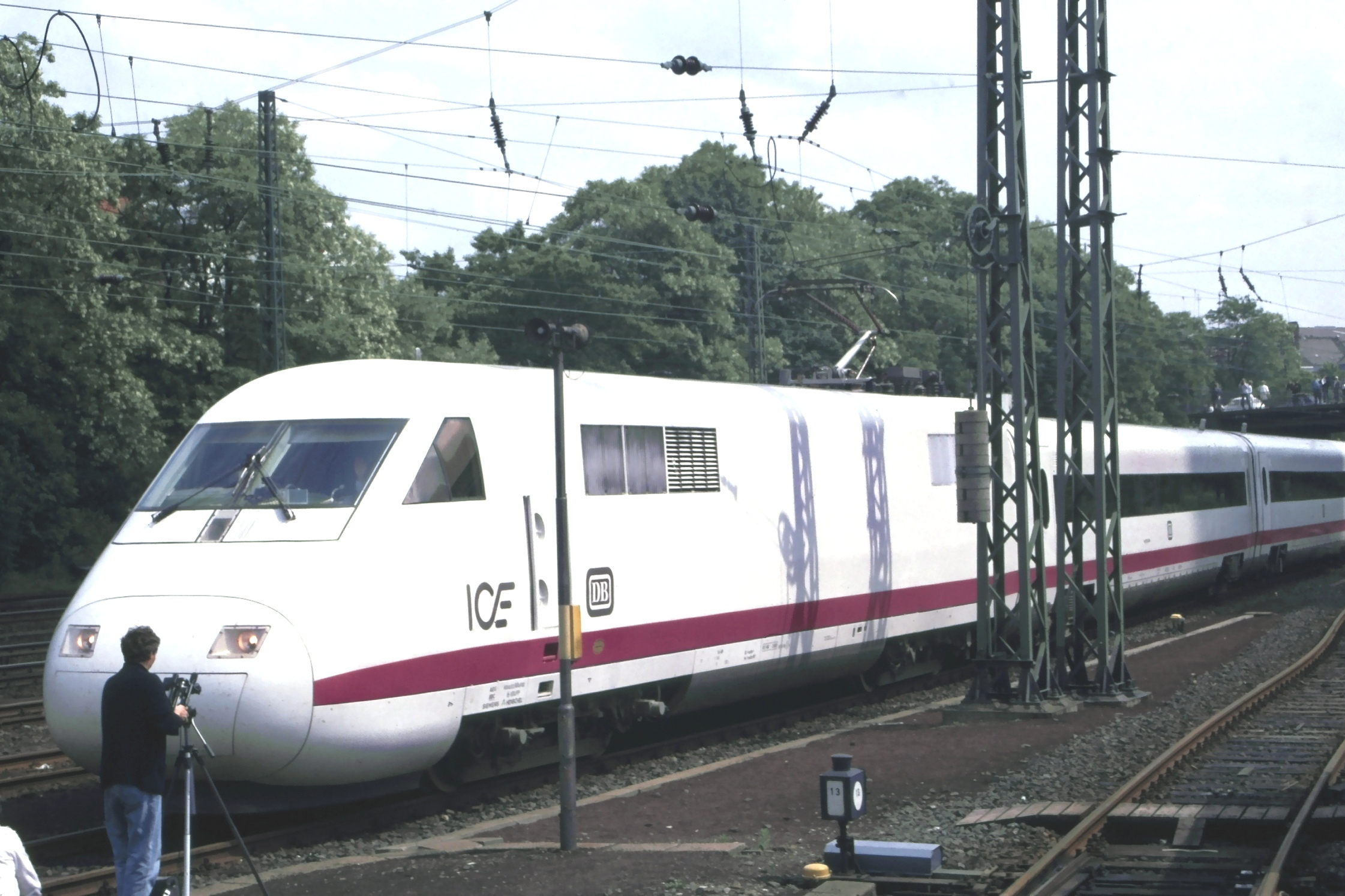
410002-0 pendant l'Exposition internationale du transport de 1988 à Hambourg

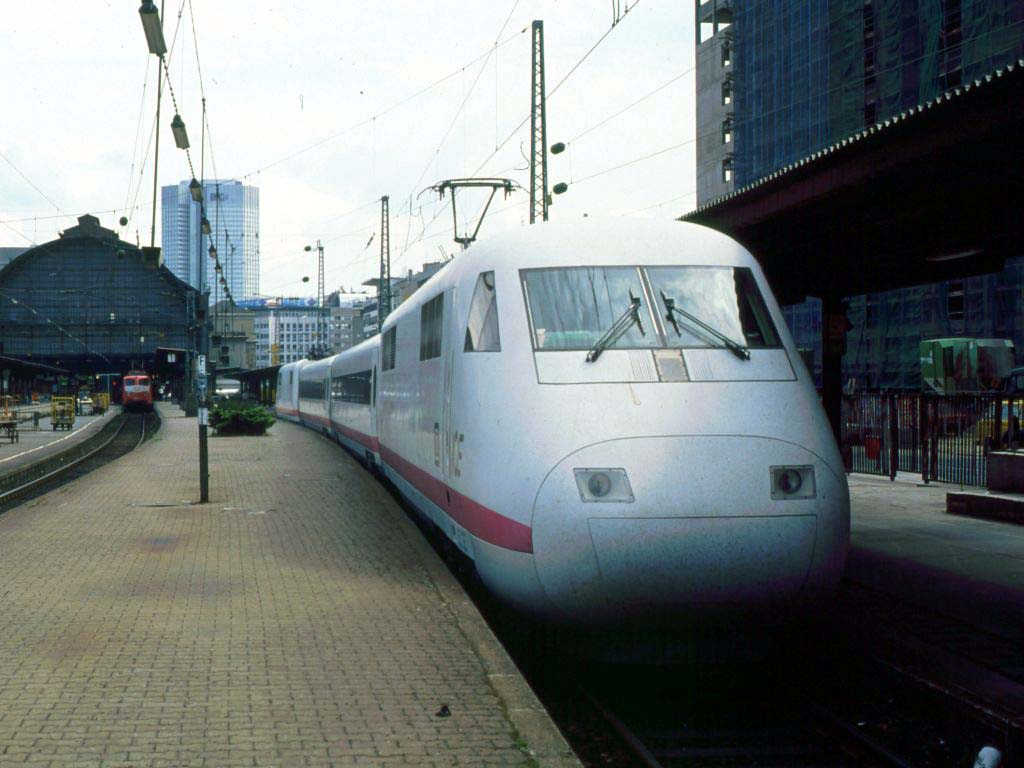
InterCityExperimental à la gare centrale de Francfort-sur-le-Main (juillet 1992)

En janvier 1986 commence un programme de mesures extensif. Puis suivent, la même année, les premiers trajets d'essai sur des tronçons de nouvelles voies à haute vitesse. Dans les années qui suivent, les nouveaux systèmes et leurs interactions à des vitesses encore jamais atteintes sont testés. À partir des résultats étendus du programme d'essais, on doit pouvoir mettre au point selon les besoins des trains pour le trafic rapide envisagé à partir des années 1990.
Dans ce but, on commence par utiliser le premier tronçon, terminé en été 1986, de la ligne à grande vitesse Hanovre-Wurtzbourg entre Burgsinn et le tunnel de la Hohe-Wart. Le train parcourt le trajet pour la première fois pour des essais à grande vitesse, avec 4 voitures, le 3/9/86. Mais après le déraillement de la motrice 410 001 dans la gare de Burgsinn, en raison d'un aiguillage manœuvré sous la motrice roulant à 15 km/h, le programme de recherches est déjà interrompu le soir même. Le train revient sur le tronçon avec trois éléments, la motrice 410 002 et deux remorques, pour des trajets à grande vitesse et des essais techniques de fonctionnement et de freinage du 10 au 19 septembre (la troisième remorque était alors en reconfiguration dans l'atelier de Freimann). Du 3 au 14 novembre, le train maintenant complet (deux motrices et trois remorques) entreprend des parcours de vitesse jusqu'à 350 km/h. Parmi les multiples études menées dans ces moments, on compte des essais sur l'alimentation en énergie à partir de la caténaire, ainsi que des mesures aérodynamiques effectuées sur les forces survenant dans les croisements de trains, jusqu'à 280 km/h.
Le 17 novembre, l'InterCityExperimental atteint dans une présentation pour la presse une vitesse de 345 km/h, avec ses 5 éléments. Le train atteint ainsi un nouveau record de vitesse pour véhicules à courant alternatif,. Le train s'est élevé par paliers de 10 km/h vers sa vitesse maximale autorisée de 350 km/h. Mais en raison de la courte longueur du tronçon d'essais, il n'a pas été possible d'atteindre cette vitesse.
Avec le train à 5 éléments, des mesures ont eu lieu en décembre sur l'émission de bruit ainsi que de nombreuses mesures aérodynamiques, notamment en cas de croisement de trains. Puis, en mars 87, avec 4 éléments (deux motrices et deux remorques) les effets du freinage par courants de Foucault sur la température des rails et le block-système. En mai, des études sur la puissance motrice et l'alimentation en énergie à partir de la caténaire sont menées jusqu'à 310 km/h, toujours avec 4 éléments. Le 25 juin ont suivi des essais de croisement, dans lesquels divers procédés de stabilisation de la pression des voitures du train à 4 éléments ont été testés.
À partir du 8 avril 1987, le programme des essais s'est déroulé parfois sur le tronçon juste terminé de Graben-Neudorf à Mannheim de la ligne rapide Mannheim-Stuttgart. En raison de sa plus grande longueur, les essais de fonctionnement pouvaient mieux s'y dérouler. Le train y circulait avec 4 éléments (une voiture de démonstration avait été décrochée), mais en y ajoutant une voiture spacieuse de la famille Bpmz 291.2 ou une voiture de mesures pour l'optimisation du bogie de la famille MD 522. Avec des vitesses de  305  et   360 km/h respectivement, ceci permit d'établir de nouveaux records de vitesse pour voitures de passagers et de mesure. La reprise du trafic normal entre Mannheim et Karlsruhe le 30 mai renvoya les trajets d'essais vers le tronçon au nord de Wurtzbourg. Mais ce 30 mai, l'InterCityExperimental circula, avec un InterCités pour l'ouverture du tronçon de Mannheim à Graben-Neudorf. Et le même jour, il y eut encore toute une série d'allers et retours.
Les différentes compositions de la rame s'expliquent par la mise hors service temporaire de voitures ou de motrices (et des diverses nécessités des trajets de mesure). Comme ces brèves mises de côté interrompent les périodes de maintenance nécessaire, elles permettent de garder le reste du train utilisable le plus longtemps possible pour le programme général des essais, afin de pouvoir débuter en été 1988 le trafic voyageurs entre Fulda et Wurtzbourg. Ce n'est que le 4 mai 1990, 4 ans et demi après sa mise en service, que le train entier subira une révision générale dans l'atelier de réparation de Nuremberg (niveau E2).

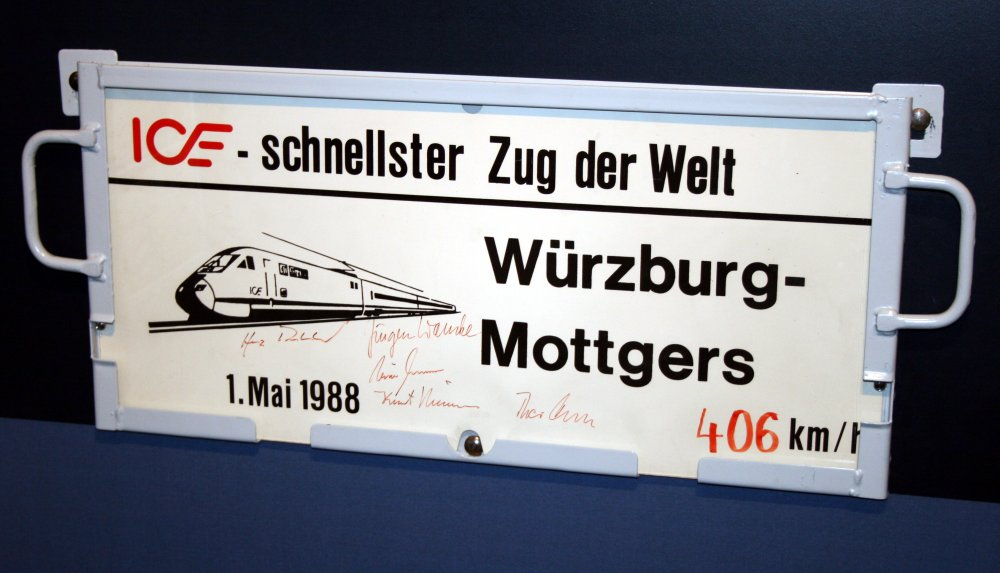
Plaque d'itinéraire du trajet record

Le 1er mai 88, l'InterCityExperimental avec 4 voitures établit un record du monde de véhicules ferroviaires sur la ligne à grande vitesse Hanovre-Wurtzbourg près de Gemünden am Main (au kilomètre de voie 287,956) à la vitesse de 406,9 km/h. Ce record a été précédé depuis le 22 avril par de nombreux trajets à grande vitesse.
Le 27 mai 88, le train automoteur est l'un des quatre trains qui ouvrent le tronçon Fulda-Wurtzbourg de la nouvelle voie rapide Hanovre-Wurtzbourg en roulant à la suite les uns des autres. Les deux jours suivants le train roule entre Wurtzbourg et Fulda aller et retour. Entre le 4 et le 7 octobre, le train circule en France. Remorqué avec un attelage de fortune par un TGV, l'InterCityExperimental en 3 parties a atteint entre Villeneuve et le Creusot une vitesse de 280 km/h. Une autre source parle de l'utilisation pendant une semaine en remorque du TGV, et souligne qu'ainsi la preuve fondamentale de la capacité de l´ICE à circuler en France (en prévision du projet d'internationalisation alors dénommé ICE-3M, actuellement en circulation sous le seul sigle ICE 3). Il était alors nécessaire de remorquer l´ICE par un TGV, car à ce stade, il n'était pas capable d'utiliser l'alimentation électrique à 25 kV, 50 Hz du standard français. Il ne circulait qu'avec l'alimentation allemande à 15 kV et 16,7 Hz.
Avec la commande des trains ICE-1 au début de 1989, le train a accompli son devoir principal dans le domaine des essais de matériel roulant. En prévision de tests de nouveaux composants discrets pour les trains de série ICE-1, le train reçoit à la fin de l'été 1990 un nouvel ensemble de mesure, et il est utilisé dès lors avant tout comme véhicule de mesure et de réception pour les voies rapides mises en service à partir de 1991. L'idée de le transformer en train multisystèmes interopérable sur divers réseaux n'a pas été réalisée. Le 13 mars 1991, le train déraille à Goddelau-Erfelden pendant un trajet de test.
En 1994, une voiture du Talgo tirée par l'InterCityExperimental sur la voie rapide entre Hanovre et Göttingen atteint une vitesse de 360 km/h.
L'InterCityExperimental a joué un petit rôle dans les essais de composants isolés du ICE 2, conçu comme une rame à deux motrices couplables, mis en service à partir de 1996. En 1994, l'InterCityExperimental a reçu à cette fin de nouvelles fermetures de capot en plastique renforcé en fibre de verre, et un attelage Scharfenberg normal. Puis ont suivi des recherches sur les contraintes aérodynamiques dans la région des attelages. Parfois, les deux motrices de l'InterCityExperimental ont été attelées ensemble et incorporées avec leurs deux remorques au sein d'un ICE 1.

## La technique

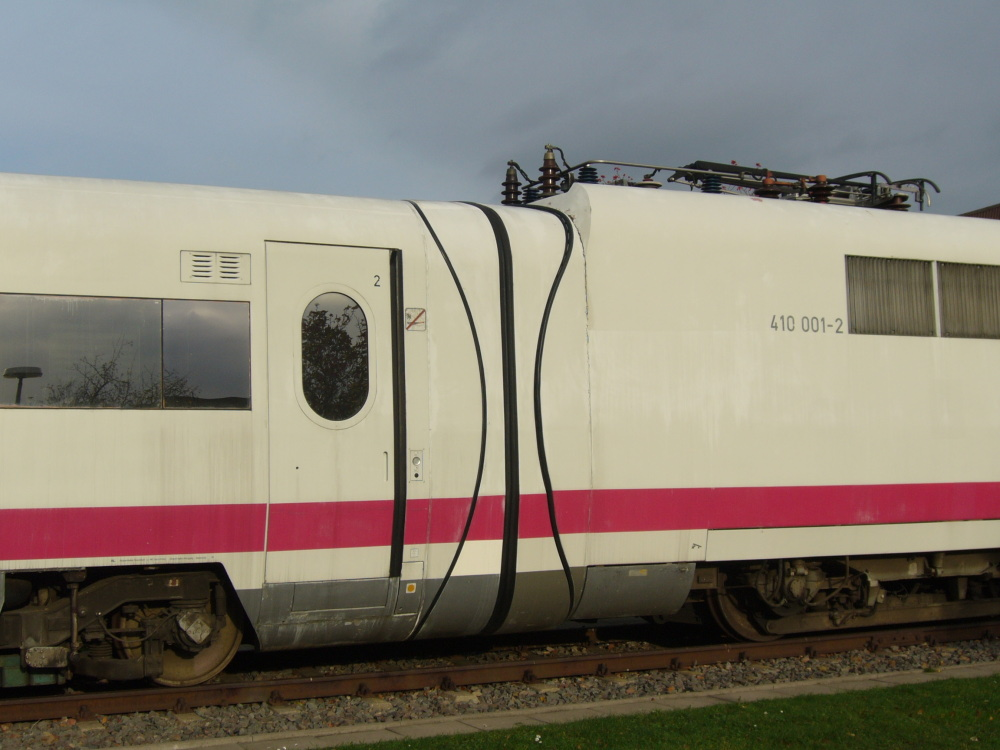
La liaison rotule entre voitures comptait parmi les originalités de l'InterCityExperimental qui n'ont pas été reprises dans les trains ICE de série

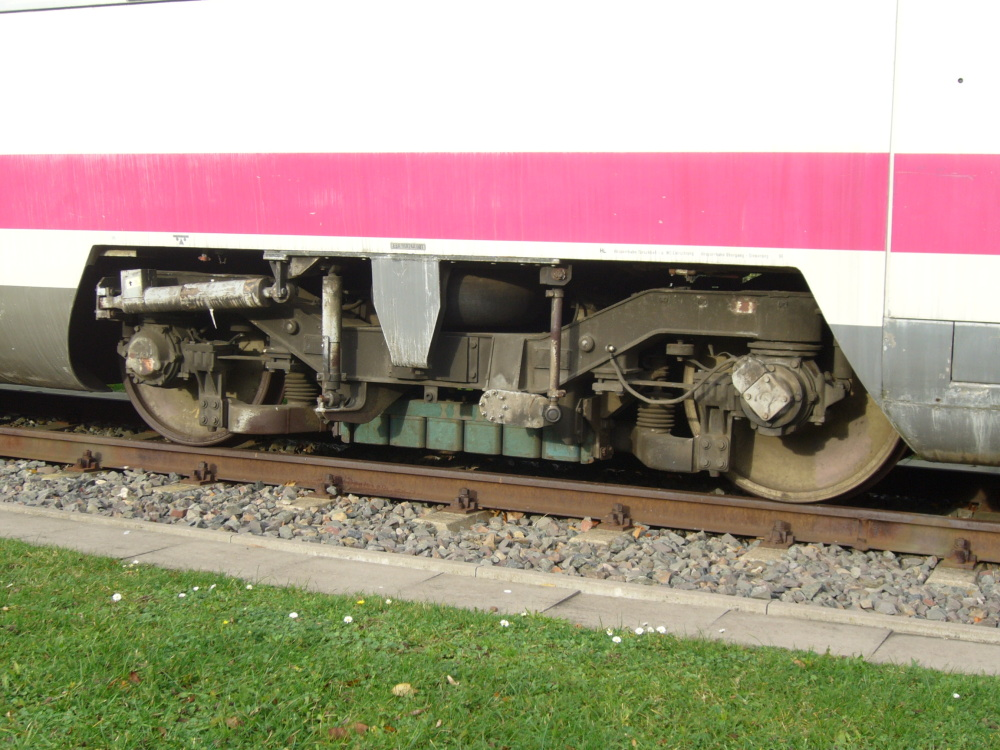
Bogie d'une remorque de l'InterCityExperimental

La technique de l'InterCityExperimental a présenté par rapport aux voitures de son temps un saut de développement sous beaucoup de rapports. Parmi les technologies de base, ont été introduits dans l'InterCityExperimental notamment des matériaux composites, la construction en métaux légers, les microprocesseurs, l'électronique de puissance et les systèmes informatiques.
Les châssis des remorques ont été intégralement construits en aluminium, et de nouveaux mécanismes aboutissaient à une moindre sollicitation de la superstructure, et à une diminution de son usure. La carrosserie des motrices était en acier léger, celle des remorques en aluminium.
La puissance maximale des moteurs de chaque motrice était de 4 200 kW (en régime permanent 3 600 kW), celle du transformateur de 5 120 kW (en régime permanent 3 480 kW). Avec trois remorques, le train atteignait 114,64 m. La base technique pour les deux motrices conçues pour 350 km/h a été, avec une certaine limitation de puissance, celle de la locomotive à courant alternatif de la série 120.
Les freins étaient, dans les motrices, des freins électriques. De plus, chaque bogie tracté portait des freins à disque (trois disques par essieu). Les remorques recevaient deux freins électriques et deux freins à disque par essieu. La coopération entre les systèmes de freinage était dirigée par un calculateur électronique de freinage. Les freins électriques comptent parmi les composants qui n'ont tout d'abord pas été utilisés dans les trains de série ICE-1.
L'aménagement des voitures devait être variable, et pouvoir être changé rapidement. Elle devait être significativement améliorée notamment par des sièges plus grands et meilleurs, et une information audiovisuelle des passagers. La conception des voitures prévoyait la possibilité de modifier l'aménagement intérieur à la demande. À côté d'une disposition de base des sièges avec quatre (2+2) ou trois (2+1) sièges par rangée, il était prévu aussi des dispositions avec des intervalles (munis de tables ou autres) pour de petits groupes, des compartiments et des espaces de club. Environ 10 % de l'ensemble des remorques a été repris pour l'isolation acoustique ou thermique.
Une nouvelle innovation a été le système d'information des passagers, dont les moniteurs étaient alimentés par un câble coaxial à large bande depuis un calculateur central dans la voiture de mesure. Des informations sur le numéro du train et de la voiture, l'itinéraire, les réservations de places, l'heure d'arrivée et les trains en correspondance étaient données comme la vitesse instantanée et la publicité pour la Bundesbahn. On pouvait écouter cinq canaux audio par haut-parleur ou écouteurs. Un bouton permettait d'appeler le personnel de service. D'autres offres ont été le vidéotex, les programmes en vidéo, et les téléphones de bord. Il était aussi prévu de signaler les sièges occupés en 1re classe au moyen de pictogrammes sur les dossiers.
Pour la première fois dans un véhicule de la Bundesbahn, un système de diagnostic électronique, interne au train, a été mis en service. Les systèmes du train étaient reliés par un  bus de données. La série de systèmes concernés a été notamment la motorisation à courant alternatif, la commande électronique de la conduite et du freinage, un système électronique de diagnostic et d'information des passagers, et un bus à fibre optique pour le train. La technologie de la climatisation a été dérivée de celle de l'Airbus.
Les remorques sont alimentées par deux lignes de train indépendantes, alimentées en courant alternatif à 1 000 V et 12,67 Hz. Des transformateurs préparent pour quelques installations de secours ou annexes une tension de 220  à   230 V. L'éclairage et les installations de conduite et de réglage sont alimentés en 110 V, avec batteries de secours.
Les arrières des motrices et les remorques sont équipés d'attelages Scharfenberg automatiques, que l'on ne peut pas défaire en service normal. Les avants des motrices reçoivent un attelage de secours, caché dans le capot. La fermeture du capot de la motrice est fait de composite renforcé aux fibres de verre.

## Stylisme

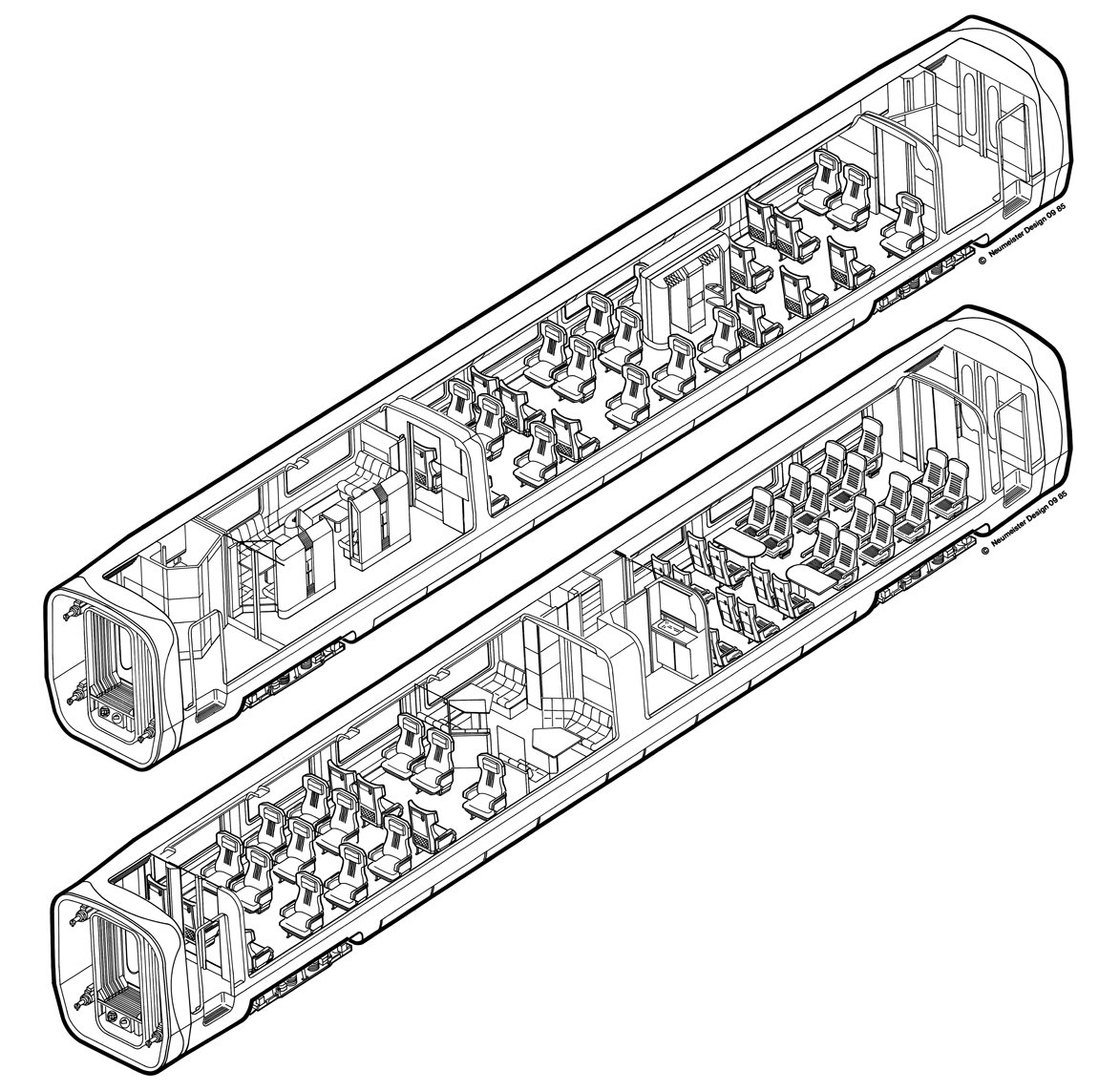
Dessin des deux voitures de démonstration de l'InterCityExperimental. Haut : exécution originale de la voiture prévue pour la 1re classe, avec un compartiment Business (g.). Bas : la voiture mise en place plus tard par la DB. Pour gagner de la place, celle-ci reçoit un double WC au milieu de la voiture.

Mi-1981, une équipe autour d'Alexander Neumeister commence à esquisser le train. Il avait déjà participé dans le département de technique du trafic de MBB comme styliste dans les travaux d'étude d'un train rapide à hautes performances, dont seront issus plus tard ICE et Transrapid. Seuls les sièges ont été dessinés par DesignworksUSA sur commande du fabricant Grammer. En 1982, il reçoit la commande des premières études de style pour la forme des remorques du prédécesseur d´ICE. Il en sort notamment des maquettes, des études de modèles, et deux concepts différents pour le stylisme intérieur. Une des remorques a été développée en collaboration étroite entre Neumeister et le Centre de stylisme de la Bundesbahn. Il reçoit la commande pour le design d'une autre remorque après un concours de stylisme où il s'impose face à d'autres bureaux de stylisme.
À une étape, en 1982, Neumeister projette le style extérieur de la voiture et une installation intérieure dont les espaces passagers sont à usage variable. Une première maquette en grandeur réelle et avec l'aménagement complet est présentée au public en 1983. L'InterCityExpress devait démontrer de nouvelles échelles de confort et de service, avec les possibilités des nouvelles technologies. En concours avec un autre bureau de stylisme allemand, le bureau de Neumeister a développé un autre aménagement intérieur sur la base de dimensions de voitures changées. Autour d'un bloc comprenant WC, unités électroniques et consignes automatiques, il place deux unités comprenant chacune 20 places assises. Un autre caractère est la région de l'entrée, spacieuse et entièrement vitrée. Selon les dires de Neumeister, ce projet aurait tellement convaincu que la Bundesbahn commanda une remorque supplémentaire – en plus du modèle initial. Au cours d'une phase ultérieure de développement, l'aménagement intérieur des deux voitures sont unifiées et optimisées. Quand, fin 1983, la construction de l'InterCityExpress commence, le style définitif n'est pas encore certain. Ce n'est que fin 1984 qu'est prise la décision définitive sur le concept des couleurs.
La forme du train était frappante, avec son « museau » marqué, ses fenêtres proéminentes et partiellement réfléchissantes, et ses passages entre voitures proéminents, dans lesquels l'optimisation aérodynamique apparaissait. Le style caractéristique de la proue de l´ICE provenait de considérations aérodynamiques, ergonomiques et des contraintes de fabrication. Le concept aérodynamique de la motrice a émergé d'une série de calculs et d'essais empiriques du DLR, optimisés en collaboration avec les stylistes,. Après que l'équipe autour de Neumeister a développé diverses variantes de proue, et les a présentées en maquettes et en photos, elles ont été travaillées en multiples étapes par le centre de stylisme de la Bundesbahn vers une solution définitive. Une innovation substantielle en construction ferroviaire a été aussi les fenêtres bombées collées, afin d'aboutir à un profil extérieur sans défaut,. C'est ainsi que l'InterCityExperimental a déjà porté les caractéristiques du style qui marquent jusqu'à maintenant l'image de la famille ICE : forme de motrice coupant le vent, ligne uniforme de fenêtres réfléchissantes (désignées par Neumeister comme « éclair optique ») et le revêtement blanc marqué d'une bande rouge. Ce revêtement blanc coupé par une bande rouge devait souligner l'originalité de ce nouveau train. La bande rouge devait en plus rappeler la couleur rouge des rapides de la DB.
Pour le style de l'InterCityExperimental, on a pour la première fois largement donné aux stylistes une liberté d'interprétation. En raison de la popularité du train, de grandes parties du prototype ont été reprises dans les trains de série ultérieurs. Parmi les particularités qui n'ont pas été reprises dans les trains de série, figurent les passages entre voitures à rotule, ainsi que les remorques situées un peu plus bas que les motrices. Les dimensions de train se sont pour l'essentiel ajustées sur le profil maximum de l'Union internationale des chemins de fer. C'est ainsi que la largeur de la motrice est limitée à 3 070 mm, celle des remorques à 2 930 mm, la longueur des voitures étant limitée à 24,3 m (trains ICE ultérieurs : 26,4 m). Au départ, il avait été prévu une largeur de 3 200 mm, pour pouvoir améliorer substantiellement le confort, notamment en 2e classe. En raison de considérations aérodynamiques, la hauteur des voitures a été prévue à 3 650 mm au-dessus de la surface du rail, soit 400 mm de moins que d'habitude. Pour l'équipement électrique, la hauteur des motrices a dû être relevée jusqu'à 3 820 mm, pour abriter le redresseur de la série 120. Les motrices ont été abaissées en direction des remorques. Un nouveau développement du redresseur pour gagner de la place était hors de question, faute de temps,. Les afficheurs de trajet électroniques à cristaux liquides, qui interrompaient à côté des fenêtres d'entrée ovales la ligne de fenêtres autrement ininterrompue, n'ont été changés qu'à partir de l'ICE 2.
Tandis que le style extérieur n'a subi que des transformations minimes pour les trains de série, l'aménagement intérieur a reçu maints changements. Par exemple, l'ordonnancement des sièges a été varié, les sièges eux-mêmes ont été changés. Dans la série ont été repris notamment la disposition intérieure ouverte, transparente, les vestaires au milieu des voitures, les portes intérieures automatiques en verre, des modules audio à toutes les places, et vidéo à quelques-unes. On n'a pas repris dans la série notamment les grands compartiments Work&Ride spéciaux, les casiers à bagages en hauteur verrouillables en 1re classe ainsi que les téléphones à la place,.

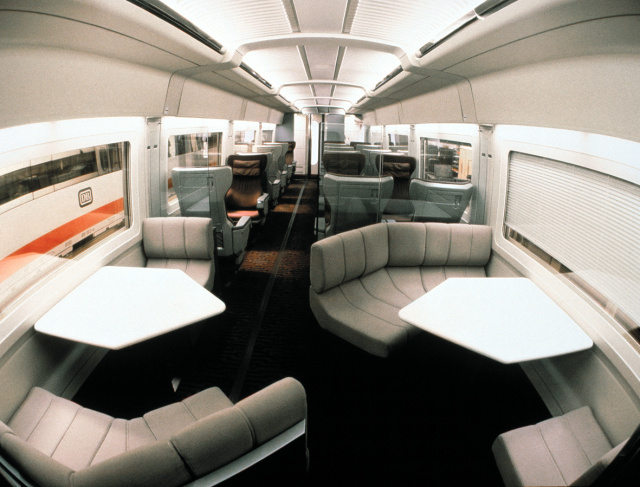
Dispositions diverses de sièges de 1re classe.
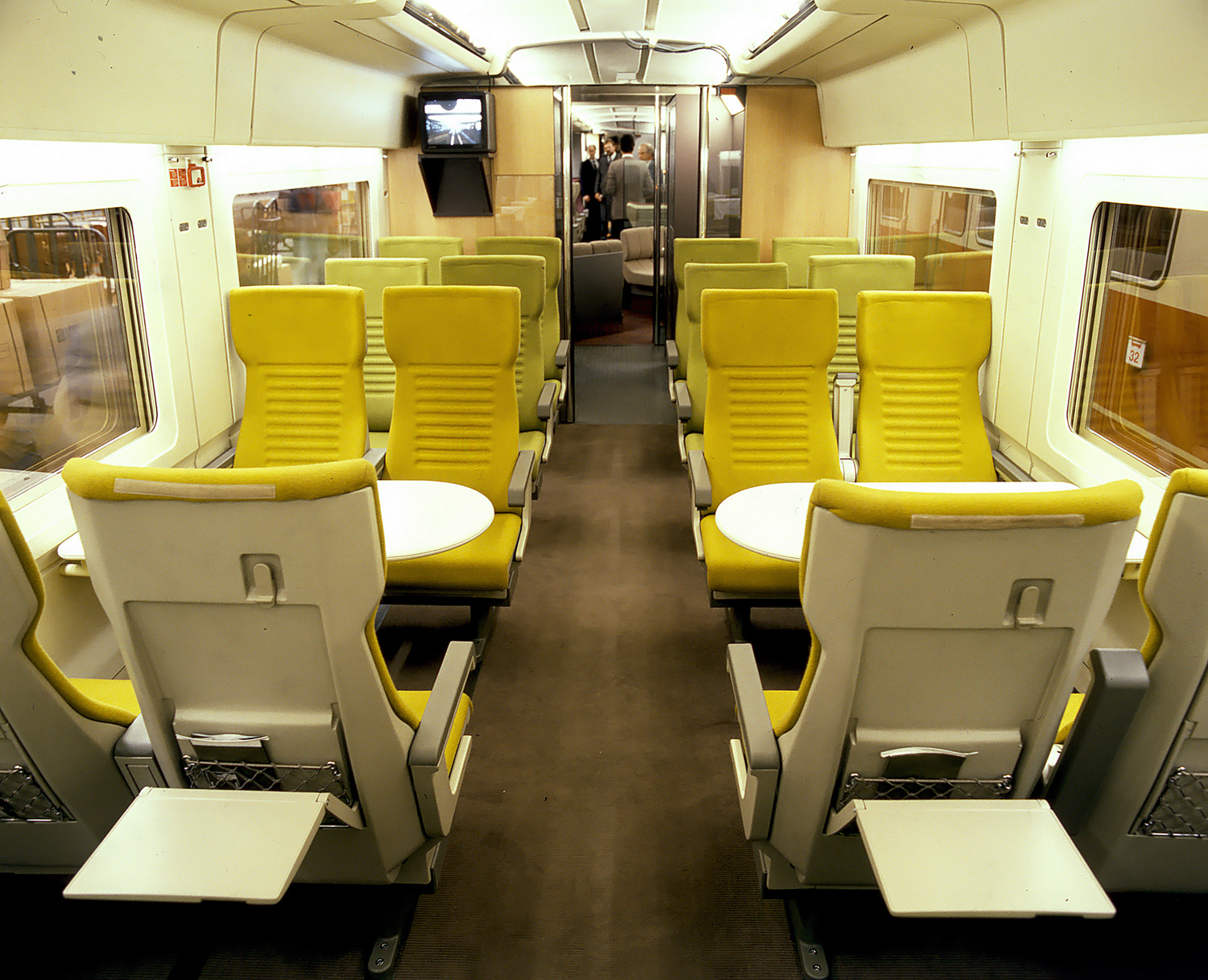
Vue des sièges de 2e classe.
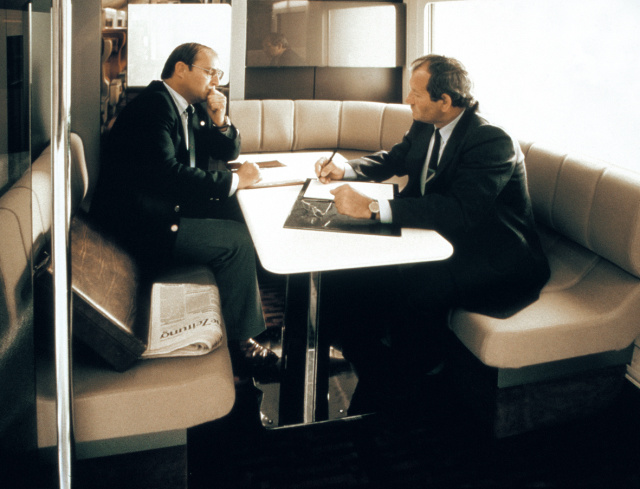
Compartiment Work&Ride.
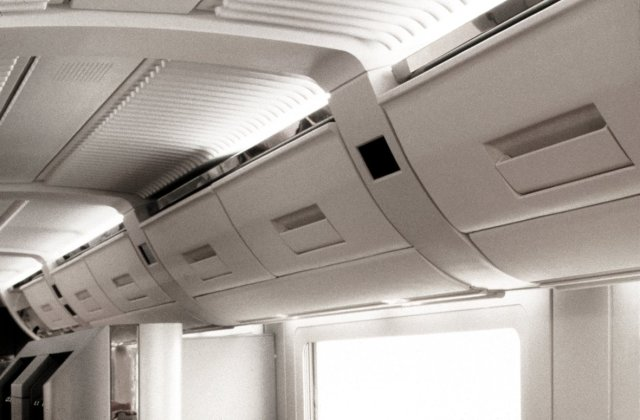
Casier à bagages verrouillable en hauteur.
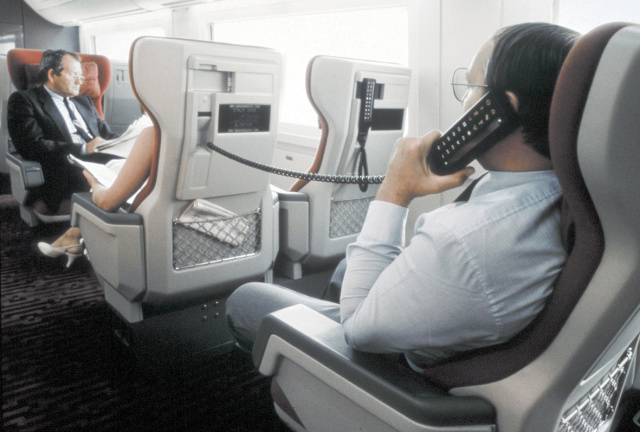
Deux places assises équipées de moniteur et de téléphone.

Le concept de Neumeister prévoyait à l'origine de peindre tout le train en argent, à la mémoire des Flèches d'Argent. Pour des raisons techniques – on ne pensait pas pouvoir peindre de grandes surfaces de cette couleur sans défauts – la décision a été de recourir à une carrosserie blanche avec une bande continue de deux nuances de rouge. La Deutsche Bahn a reporté ce principe du style rouge-blanc non seulement sur l'ensemble de sa flotte, mais l'a également intégré dans le logo comme couleurs de l'entreprise. L'idée de souligner la différence du train par une couleur orange a été abandonnée parce que le TGV français utilisait déjà cette couleur.
En 1987, l'InterCityExperimental reçoit le Brunel Award, un prix de stylisme international pour véhicules ferroviaires, nommé d'après l'ingénieur anglais Isambard Kingdom Brunel. Le train faisait partie de 104 propositions de 13 compagnies ferroviaires européennes.

## Utilisations

### Tests techniques
De nombreuses technologies de trafic rapide ont été testées sur l'InterCityExperimental, issues d'un programme lancé depuis le début des années 1970 par le BMFT, ainsi que leur compatibilité. De nombreux composants, nouveaux pour le trafic à grande vitesse, ont été ainsi conduits à la maturité nécessaire pour la série. Par exemple, le  pantographe DSA-350 S nouvellement mis au point pour les trains ICE de série par Dornier a été testé jusqu'à début juillet 1989 sur l'InterCityExperimental. La rame automotrice a aussi été en partie utilisée pour des recherches sur le cadencement des horaires.

### Voyages de présentation

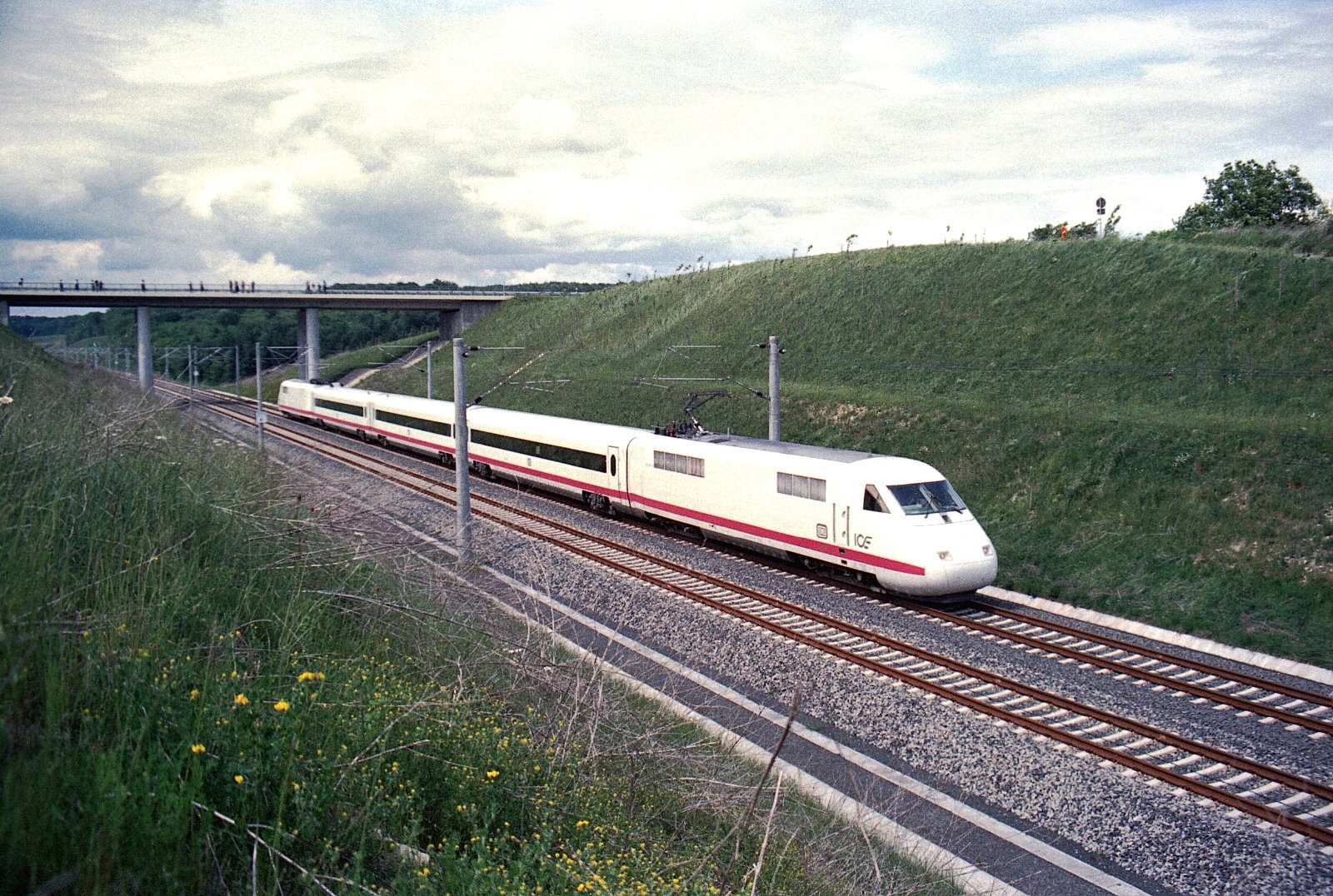
Un des nombreux trajets aller et retour d'un nouveau tronçon entre Fulda et Wurtzbourg (pont de Bartelsgrabental, 29 mai 1988)

#### En Allemagne
Le train a été utilisé pour de nombreux trajets de présentation, pour tester l'acceptation par les futurs usagers des trains à grande vitesse, notamment en trafic régulier intercités avec des voyageurs. Le train a effectué ses premiers trajets avec des passagers ordinaires pendant la deuxième moitié de janvier 1986. Là, il a été utilisé comme train complémentaire aux trains 120/121 entre Munich et Francfort-sur-le-Main, puis aux IC 678/679 entre Francfort et Hanovre. Dans le cadre de ces trajets, on a effectué diverses recherches et enquêtes auprès des clients en ce qui concerne l'acceptation de ce nouveau train,,.
En outre, le train a été utilisé pour de nombreux voyages spéciaux et de présentation. Par exemple, le 15 juin 1989, l'InterCityExperimental a fait une sortie spéciale, quand le chef de l'État et du parti soviétique, Mikhaïl Gorbatchev a pris le train pendant une visite d'État de Bonn à Dortmund, puis vers Düsseldorf. À cette occasion, les drapeaux de Rhénanie-du-Nord-Westphalie et d'Union soviétique ont été arborés sur les motrices. Ce voyage a été le point culminant d'une série de voyages spéciaux pour politiciens et ministres des transports d'autres nations.
Parmi les innombrables autres utilisations avec des hôtes de marque, on compte un voyage avec 20 députés de la commission du Bundestag pour la recherche et la technologie avec le président de la DB Reiner Gohlke, de Bonn à Mannheim en été 1988. Dans le cadre de l'exposition internationale des transports, plus de 30 membres du corps consulaire, la chancellerie du sénat de Hambourg et la direction de l'exposition ont été invités à une présentation. Sur le parcours Hambourg-Brême, le train a dépassé à une vitesse jusqu'à 253 km/h un Intercité régulier roulant à 200 km/h. Ces dépassements « au vol » ont eu lieu trois fois par jour pendant l'exposition, entre le 1er et le 12 juin 1988. L'InterCityExperimental se faisait doubler au début d'un tronçon à trois voies à Buchholz, puis dépassait le train, avant la fin du tronçon à trois voies à Rotenbourg,. Les trajets réservés sans interruption partaient directement de la gare Sternschanze de l'exposition. À un des trajets du premier jour de l'exposition, où l'InterCityExperimental a atteint 251 km/h, participaient le président de la Bundesbahn Reiner Gohlke et Otto Arndt, ministre des transports de la RDA.

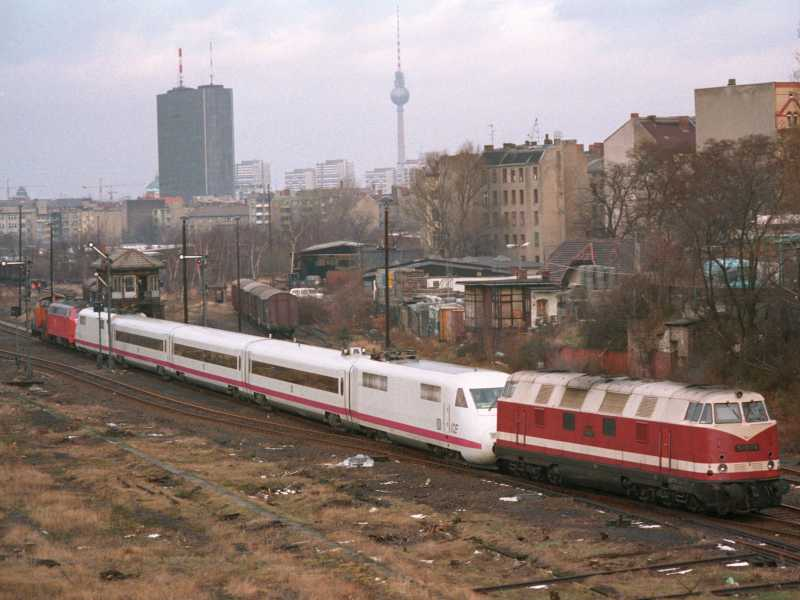
L'InterCityExperimental passe après la présentation à Berlin devant l'ancienne gare de marchandises de Berlin-Anhalt

Du 2 au 4 décembre 1988, le train était à Berlin, hôte du Musée allemand des techniques de Berlin, à l'époque nommé Musée des Techniques et des Transports. Le train y a été remorqué par plusieurs locomotives Diesel de la Reichsbahn. Le but était la signature prévue, mais ultérieurement reportée d'un accord sur la construction d'une voie rapide Hanovre-Berlin.

#### À l'étranger
L'InterCityExperimental a été souvent présenté aussi à l'étranger. C'est ainsi qu'à l'occasion du 125e anniversaire de la voie Strasbourg-Kehl, les 3 et 4 mai 1986, le train a fait de nombreux allers-retours entre les deux villes. Sur le pont de Kehl, il a effectué un « rendez-vous photo » symbolique avec le TGV français. Les 17 et 18 octobre de la même année, il a renouvelé cette rencontre avec le TGV, à la gare principale de Stuttgart, à l'occasion du 50e anniversaire de la gare. On a encore vu les deux trains ensemble le 17 juin 1988 pour le 150e anniversaire du chemin de fer dans la province de Liège (Belgique).
Les 10 et 11 janvier 1987, le train a été pour la première fois en Suisse (via Bâle). Il a fait une tournée passant par Zurich et Lucerne. Son deuxième voyage en Suisse l'a conduit le 20 mai 1989 à un festival ferroviaire à l'occasion du 100e anniversaire du Rorschach-Heiden Bahn, et le jour suivant, il a été utilisé une fois de plus pour des circuits de démonstration. Le train a été présenté en Autriche le 2 octobre 1987 à Vienne, à l'occasion du 150e anniversaire du chemin de fer dans la république alpine.
En décembre 1989, le chancelier fédéral d'alors, Helmut Kohl utilise le train pour aller de Bonn à Bâle, où il rencontre le président de la République français François Mitterrand. Celui-ci est venu à bord du TGV Atlantique, qui peu auparavant (dans le cadre du Record du monde du 5 décembre 1989) a battu le record de vitesse de l´ICE de l'année précédente.

## Suites
Après la mise en service du ICE-1, l'InterCityExperimental est renommé ICE-V, et utilisé pour de nouveaux essais. En 1993, de grandes restructurations ont lieu à l'avant, pour essayer les nouveaux capots de proue et attelages de l´ICE-2, ainsi que des modifications des bogies.
En raison des délais, le train est garé sur le terrain du centre de recherche et de technologie du siège de la Deutsche Bahn à Freimann. Une remorque aurait pu continuer à servir de voiture de mesure, ou aurait pu être utilisée pour un musée. À la place de l´ICE-V, les tests ont été entrepris sur l´ICE-S.
Après sa retraite, le train a été désassemblé et les voitures ont été garées dans divers ateliers de la Deutsche Bahn. Les voitures ont été mises en indisponibilité le 1er juin 1998 et réformées le 1er janvier 2000. En mai 2000, le train est conduit à Hambourg. La motrice 400 001 et la voiture de démonstration 810 001 sont préparées pour une présentation muséographique. Mi-2000, aucune décision n'avait été prise pour une utilisation ultérieure des trois voitures restantes.
Aujourd'hui, la motrice 400 001 et la voiture de démonstration 810 001 se trouvent en tant que monument dans le centre de recherche et de technologie de la Bundesbahn à Minden. Elles ont été déposées à peu près au milieu du domaine du centre (au point 52° 17′ 27,9″ N, 8° 56′ 22,9″ E). Elles ne sont pas accessibles au public, mais peuvent être aperçues à partir du côté ouest du terrain.
La motrice 400 002 a été conduite à Munich-Freimann, et, dans la nuit du 6 au 7 avril 2006, amenée dans le centre de transports du Deutsches Museum.
Deux voitures remorques, parmi lesquelles la voiture de mesures, se sont trouvées pendant de nombreuses années sur le territoire des ateliers de réparation de Nuremberg, et devaient (en avril 2008) être conduites au dépôt des véhicules du musée de la Deutsche Bahn de Nuremberg. Plus tard une des deux voitures a été démolie. Après l'échec des tentatives d'établir un attelage solide entre la voiture à conduire et la locomotive qui devait la tirer, cette seconde voiture a aussi été livrée à la démolition. Auparavant (début juin 2010), quelques sièges ont été démontés et stockés. En automne 2010 la seconde voiture a effectivement été livrée à la démolition, après avoir été abandonnée à ciel ouvert pendant des années, et tellement dégradée par le vandalisme qu'elle a été jugée irrécupérable.
Pendant son utilisation de 13 ans le train a parcouru en gros 1,2 million de kilomètres.

## Galerie de photographies

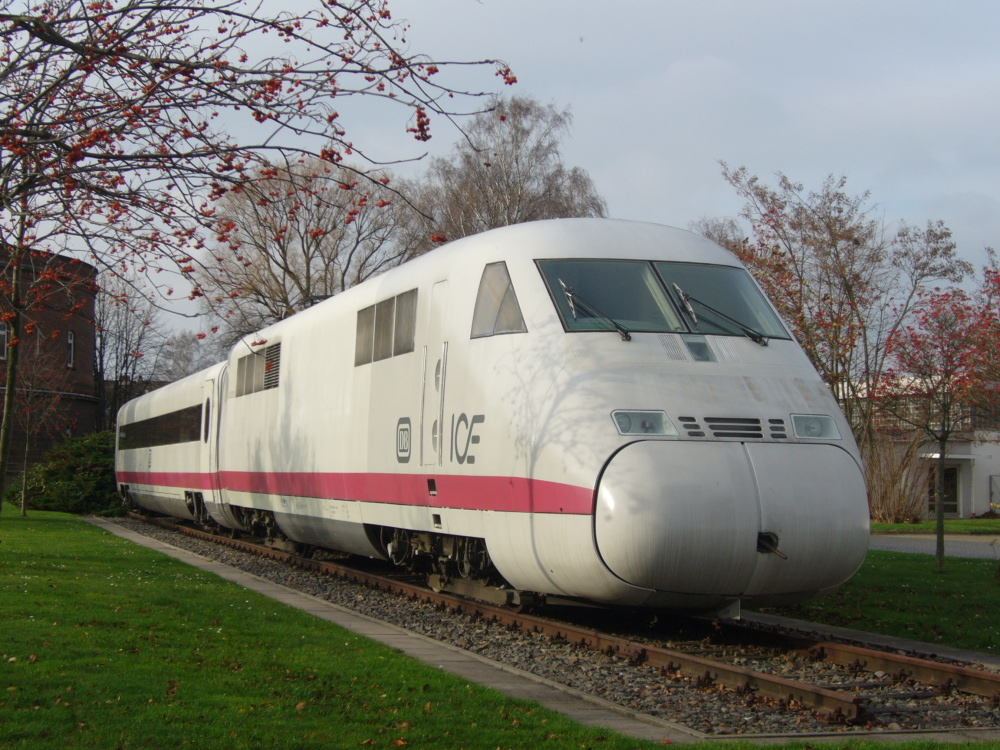
La motrice 400 001 garée à Minden avec sa remorque (vers 2005).
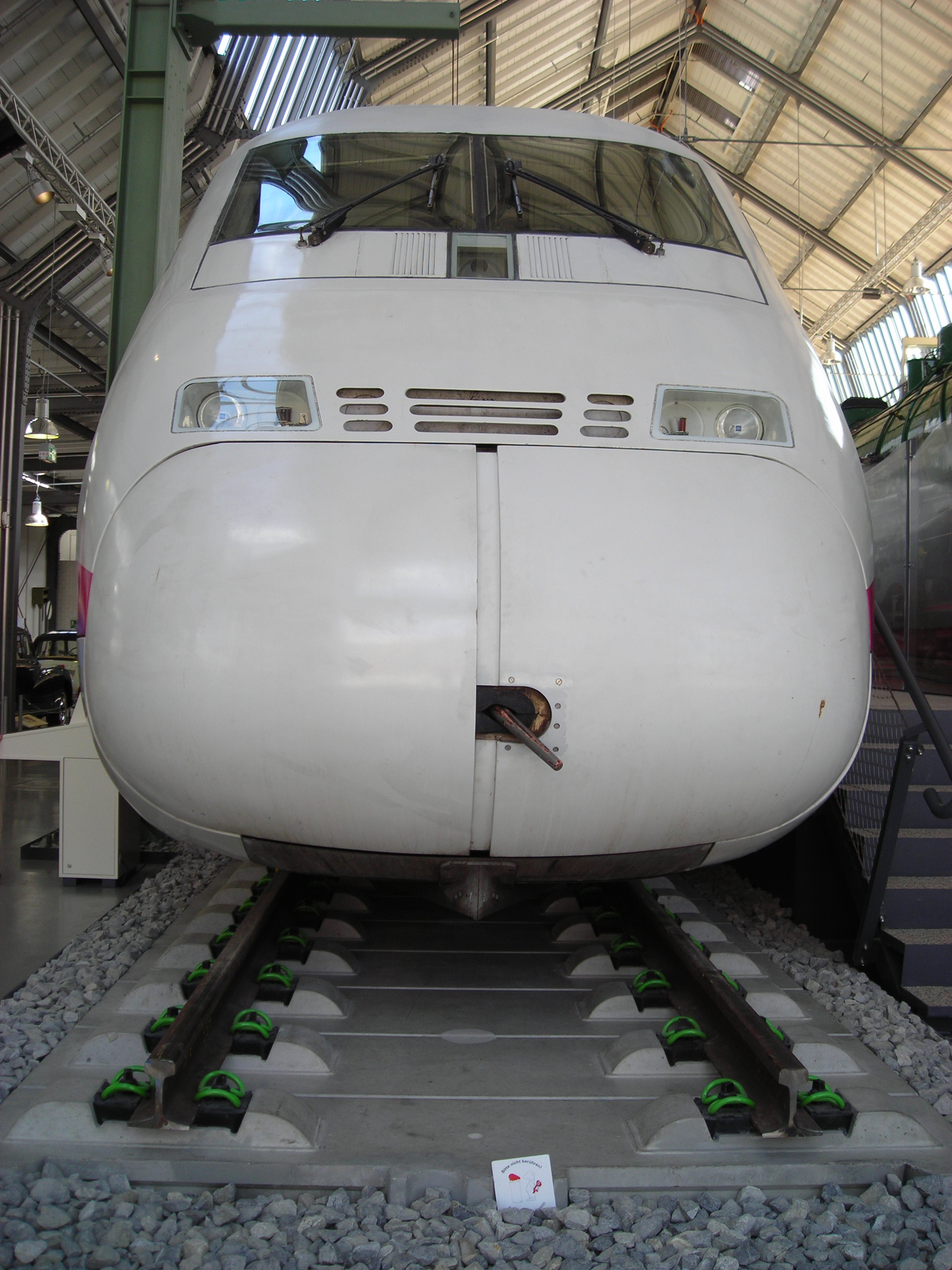
Vue de devant de la motrice 400 002 garée à Munich.
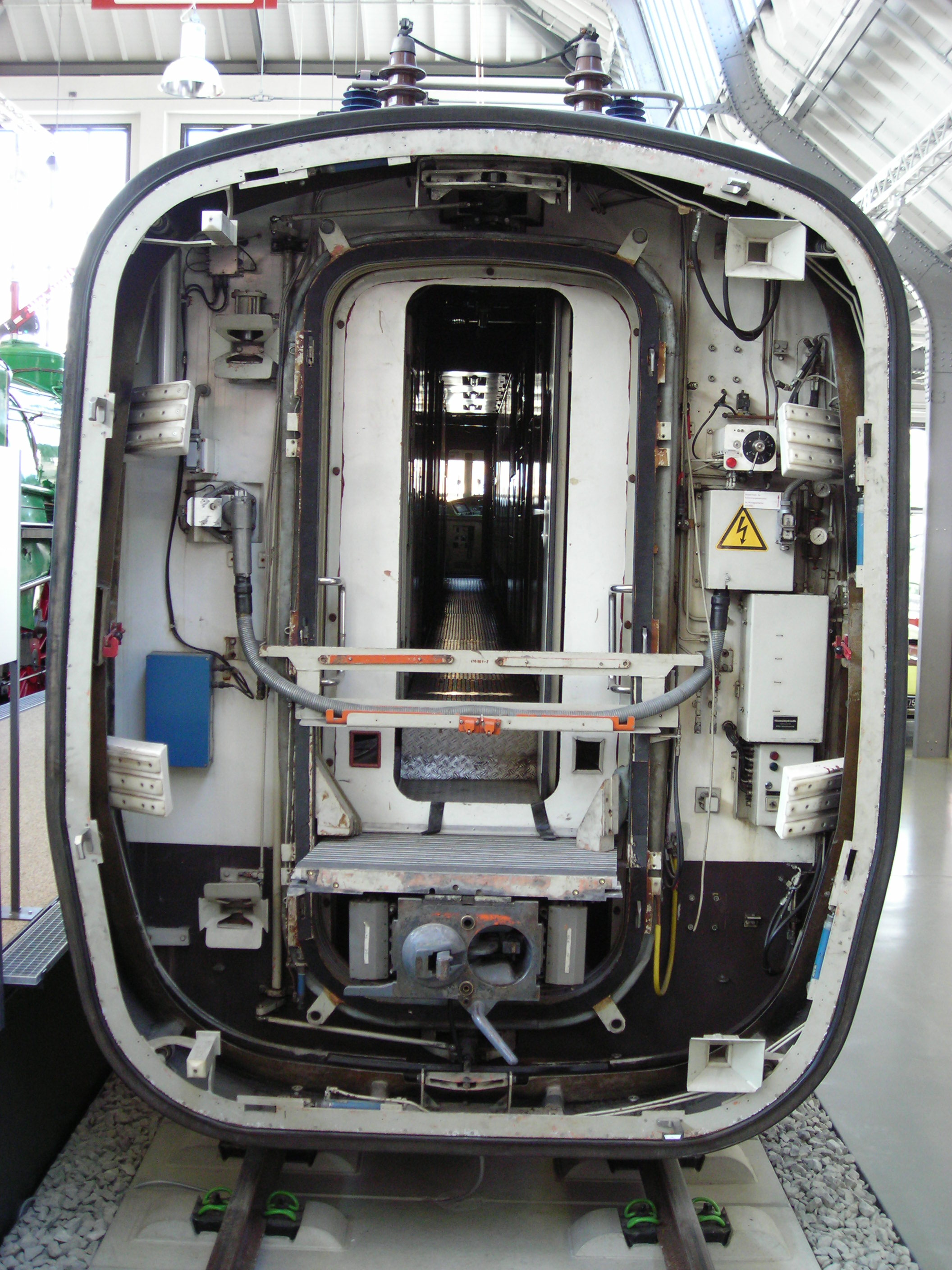
Vue de derrière de la motrice 400 002.